# 比企掃部允
比企 掃部允（ひき かもんのじょう）は、平安時代後期の武士。源頼朝の乳母・比企尼の夫。

## 家系
比企氏の出自には諸説あるが、掃部允を載せる系図はその実名を遠宗としている。『埼玉叢書』所載「比企氏系図」によれば父を波多野遠義の孫の藤太遠泰とし、比企氏の母系子孫にあたる薩摩藩による「武蔵国王孫比企氏系図」によれば父は武蔵介宗職で、早世した兄・宗員の跡を襲ったとする。
子には源頼朝初期の御家人である比企朝宗がおり、三人の娘はそれぞれ安達盛長、河越重頼、伊東祐清（のち平賀義信）に嫁いだ。鎌倉時代初期に将軍家外戚として権勢を振るった比企能員は系譜上は掃部允の子だが実子ではなく、掃部允の妻で能員の叔母である比企尼の養子となって比企氏を相続した。

## 略歴
武蔵国比企郡の住人で、源為義・義朝に仕えたとする説がある。諸系図は比企氏を源氏類代の家人とし、源義家以来の鎌倉館の留守を祖父の代より務め、また保元の乱で為義が敗死すると郡内の岩殿丘陵に隠居して仏事に務めたとしている。
妻の比企尼が乳母を務めた源頼朝が平治の乱で敗れて伊豆国に流罪になると、妻とともに比企領に下向して頼朝の衣食の便宜を図った。
『吾妻鏡』治承4年8月9日（1180年8月31日）条に、尾張国の武士・長田忠致が平家の侍大将である藤原忠清に「北条時政や比企掃部允が頼朝を大将に立てて謀叛を企てている」と報告したというが、この頃にはすでに掃部允は死去していた。